# Lilli de Libris e la biblioteca magica
Lilli de libris e la biblioteca magica (in norvegese, Bibbi Bokkens magiske bibliotek) è un romanzo pubblicato nel 1993 dagli scrittori norvegesi Jostein Gaarder e Klaus Hagerup.

## Trama
I due cugini Nils ragazzino di 11 anni con capelli biondi e occhi azzurri ,magro e slanciato invece  Berit ragazzina di 12 anni con capelli rossi e occhi verdi con delle lentigini molto particolari e molto esile e piccolina. Si spediscono da Oslo a Foajerland un quadernetto (più precisamente, un epistolario), dove indagano su Lilli de Libris, misteriosa donna appassionata di libri, e della sua biblioteca magica. I due ragazzi trovano strane coincidenze. Perché Nils è sempre seguito dal "Ghigno", losco individuo ?E perché il professor Bruun e sua moglie sono tanto interessati al temino di Nils su Lilli de Libris? E chi è in realtà Mario Bresani, un italiano sordo?